# Aromia orientalis
Aromia orientalis es una especie de escarabajo longicornio del género Aromia, tribu Callichromatini, subfamilia Cerambycinae. Fue descrita científicamente por Plavilstshikov en 1933.
La especie se mantiene activa durante los meses de junio, julio y agosto.

## Descripción
Mide 16-32 milímetros de longitud.

## Distribución
Se distribuye por China, Japón, Mongolia, Corea y Rusia.